# I medici dell'impossibile
I medici dell'impossibile (Les Médecins de l'impossible) è un saggio storico, scritto da Christian Bernadac, giornalista e scrittore francese, basato su libri e articoli di carattere medico, e su testimonianze e manoscritti inediti di medici, infermieri e deportati sopravvissuti dai campi di concentramento nazisti.

## Il libro
Il libro, la cui prima edizione è risalente al 1968, è costituito da 35 capitoli nei quali, attraverso testimonianze inedite e riferimenti ad opere già pubblicate, l'autore si propone di ricostruire un aspetto decisamente ignorato e poco conosciuto dei Lager: l'aspetto medico. Il libro fa parte di una coppia di volumi intitolati I medici maledetti e, appunto, I medici dell'impossibile. Il primo riguarda i medici SS e i terribili esperimenti da loro compiuti sui prigionieri, vere e proprie cavie umane. Il secondo invece si occupa dei medici deportati assegnati al lavoro all'interno dei Revier (termine tedesco che tradotto letteralmente significa "area"), le infermerie dei campi di concentramento, i quali in pessime condizioni igieniche, in assenza di strumenti e medicinali adeguati e sottomessi alla brutalità dei medici SS, hanno cercato di salvare il maggior numero possibile di deportati, a volte mettendo in pericolo o sacrificando la loro stessa vita.

### Le motivazioni
Le ragioni che hanno spinto l'autore a scrivere quest'opera sono chiarite nella prefazione: Bernadac riporta la risposta ricevuta da coloro i quali richiesero ai centri della Croce Rossa informazioni riguardanti le condizioni di vita dei deportati:
(I medici dell'impossibile, pag. 9)
L'autore ha voluto parlare di quali fossero le effettive condizioni sanitarie all'interno dei campi di concentramento. Grazie al trattamento di favore nei confronti dei medici deportati per la loro professione circa metà di essi sono sopravvissuti, e le testimonianze raccolte sono numerose. Ciò ha permesso all'autore del libro di ricostruire con precisione gli avvenimenti, inserendo episodi riguardanti i campi più noti, ma senza trascurare quelli minori e meno conosciuti. Particolare attenzione è dedicata ai medici francesi, i quali, dopo essere stati costretti ad esercitare la loro professione in assenza di medicinali e sottomessi ai medici SS, ai kapò, o ad altri infermieri ed inservienti, negli ultimi mesi prima della liberazione sono riusciti ad eliminare dai Revier chiunque non lavorasse davvero per il bene dei detenuti, arrivando a gestire otto infermerie su dieci. Dal 1933 al 1942, i primi anni delle deportazioni, quando lo scopo dei campi di concentramento era esclusivamente quello di rieducare ed eliminare gli oppositori, i detenuti non avevano diritto ad ammalarsi e le infermerie non esistevano. Coloro i quali non risultavano adeguati a lavorare perché deboli o feriti venivano semplicemente eliminati con iniezioni di benzina. Con l'inizio della Seconda Guerra Mondiale gli interessi cambiarono, e i detenuti nei campi di concentramento divennero un'importante fonte di manodopera per la produzione bellica. Da quel momento in poi medici deportati vennero impiegati per lo svolgimento della loro professione, diventando così «i Medici dell'Impossibile». L'obiettivo dell'autore è proprio quello di rendere note le loro azioni all'interno dei campi di concentramento.

## I capitoli del libro
| Capitolo | Titolo                                          | Argomento |
| -------- | ----------------------------------------------- | --- |
| 1        | Notte e nebbia su Natzweiler                    | Nel campo di concentramento di Natzweiler nell'Alsazia, i deportati non hanno diritto all'infermeria. I feriti vengono stesi sui sassi al sole, e gli uomini ancora validi li riportano ai blocchi sulle spalle. Sono trascinati così finché non muoiono. Friedrich Leo è un detenuto incaricato del servizio di chirurgia del campo che, pur non potendo operare, insieme ad aiutanti ed infermieri fornì un enorme aiuto ai deportati nel campo di Natzweiler, inizialmente destinati alla morte. |
| 2        | Dal "convoglio della morte" ai campi del Neckar | È il 2 luglio 1944, i vagoni sono carri bestiame, i deportati diretti nel Neckar sono ammassati, risulta difficile respirare. Sono molti i casi di morti per un colpo di caldo, e di uomini svenuti o in preda alla follia. Nella notte i deportati si uccisero l'un l'altro, con pochissimi sopravvissuti. I dottori Bent e Solladie iniziano qui la loro collaborazione medica, che continuerà fino alla liberazione. |
| 3        | Il regno di Himmler: Oranienburg                | Oranienburg, a dieci minuti da Berlino, diviene nel 1936 il campo modello che dirige gli altri. Iniziano qui i primi esperimenti medici su cavie umane. Marcel Leboucher viene nominato oculista, e da quel momento diviene noto per la sua bravura, prestando un notevole aiuto ai detenuti. Insieme al chirurgo francese Couderc, due medici belgi, due olandesi un italiano e un cecoslovacco, rimane al campo per assistere i malati intrasportabili, in seguito ad un'evacuazione generale. |
| 4        | Falkensee passa dal verde al rosso              | A Falkensee, un commando abbastanza importante di Oranienburg, i detenuti sono suddivisi tra di loro in “verdi” ovvero detenuti per reati comuni, e “rossi”, detenuti per reati politici. Con i “verdi” al "comando", i medici non prestano un vero e proprio servizio, ricacciano indietro gli ebrei, e i malati gravi spariscono senza lasciar traccia. Invece con i “rossi”, e l'infermeria gestita dai medici Breitman, Septépé e da un giovane studente in medicina, il trattamento migliora notevolmente. |
| 5        | Thekla                                          | La fabbrica Thekla, un kommando di Oranienburg fabbricò ali d'aerei Messerschmitt. Vi sono stati due avvenimenti notevoli: i malati russi onorano i francesi recitando, a modo loro, Il malato immaginario; il giorno dell'evacuazione le SS gettano alcune bombe a mano nell'infermeria, per eliminare gli ammalati. Con loro era rimasto anche un medico. |
| 6        | Mauthausen                                      | Mauthausen fu un noto campo di concentramento austriaco. Qui esercita il dottor Gilbert-Dreyfus, arrestato nel 1943 sotto il nome di Gilbert Debrise, come uomo di lettere. Arrivato a Mauthausen si identifica come medico, ed è ben presto nominato medico ufficiale di un blocco dell'infermeria. Lo scenario è raccapricciante: le ferite dei malati sono terribili, i mezzi per curarli sono di fortuna, lo spazio è così poco che si è costretti a mandare a morte trenta persone ogni settimana. |
| 7        | Ebensee: un villaggio salubre!                  | Ebensee è uno splendido villaggio austriaco, ma nelle gallerie ed in segreto 18000 uomini lavorano per le future fabbriche di armi. Di questi ne sopravviveranno solo 1000. Il dottor Gilbert-Dreyfus viene trasferito lì da Mauthausen. Lavora al fianco del chirurgo François Wetterwald, che in totale operò 682 “casi”. Dreyfus visita, e cerca di aiutare il maggior numero di persone possibile, sotto la costante pressione dei medici SS. |
| 8        | Melk                                            | Melk è una città della Bassa Austria dove nel 1944 diecimila uomini lavorano per scavare nella montagna gallerie e sale destinate ad ospitare una nuova fabbrica. Questo capitolo è scritto grazie alla testimonianza di Guy Lemordant, commissario della gioventù della Bretagna, e Jean Pepin. L'inizialmente idilliaca infermeria per venti malati si trasforma presto in un inferno dove millesettecento uomini si trovavano in situazioni sanitarie e di sporcizia terribili. |
| 9        | L'ultima notte degli ammalati di Mödling        | In questo capitolo sono riportate le vicende dell'ultima notte prima dell'evacuzione nel kommando di Mödling. In quella notte del 1945 le SS chiedono al medico responsabile del Revier l'elenco dei malati non in grado di camminare, per poterli giustiziare prima dell'evacuazione. Su 120 malati il medico cerca di risparmiarne il più possibile, e si rifiuta di prendere parte alle esecuzioni, eseguite con iniezioni intracardiache di benzina. I malati sopravvissuti a quella notte moriranno tutti durante i sette giorni di marcia forzata.                                                                |
| 10       | Gusen: la stazione del paradiso                 | In questo capitolo è riportata l'esperienza del dottor Georges Parouty nel campo di concentramento di Gusen, ed in particolare nel blocco 31, chiamato “Stazione del Paradiso”, dove finivano i malati contagiosi o incurabili. Qui «i malati, i deboli venivano massacrati, bastonati, strangolati, impiccati, annegati... Le uccisioni, nel 1945, erano a Gusen II dell'ordine di centinaia per notte». |
| 11       | Dachau                                          | Dachau, campo di concentramento situato in Baviera, fu un importante campo modello come Oranienburg. A prima vista la sua infermeria sembra pulita, organizzata e ben attrezzata. In realtà fino al 1941 i malati venivano semplicemente uccisi con iniezioni. Inoltre Dachau era la capitale degli esperimenti su cavie umane. Importante ricordare il medico francese Roche, che nel 1943 riesce ad ottenere un posto come medico al Revier, e a farlo ottenere ad altri 37 medici. |
| 12       | Il cagnolino di Schörzingen                     | Questo capitolo nasce dalla testimonianza di Robert Morel, medico arrestato per aver militato nella Resistenza. Schörzingen fu un kommando dipendente da Dachau dove nel 1944 Robert Morel, medico di Arles, prende servizio a fianco del capo sanitario Telchow, un ex falegname. Nel campo vi è l'usanza di trascinare morti e malati mattina e sera sulla piazza dell'appello, per poi abbandonarli nell'acqua o nella neve. Morel riesce a salvare numerosissimi malati grazie agli strumenti chirurgici ed anestetici, ricevuti dopo aver curato un cucciolo di trenta giorni donato a Telchow da un suo aiutante. |
| 13       | Allach                                          | Allach, campo di concentramento situato vicino a Dachau, progettato per “elementi particolari” avrebbe dovuto ospitare 3500 deportati, mentre arrivò ad ospitarne 14000. L'autore riporta la testimonianza di Henri Chrétien che con altri praticanti francesi formò un gruppo medico che incise profondamente sul regime del campo. |
| 14       | L'inferno delle donne: Ravensbrück              | In questo campo femminile la testimonianza della dottoressa Paulette Don Zimmel Gazel rende note le terribili selezioni effettuate dalle SS e delle pessime condizioni in cui le donne più malate o più anziane venivano lasciate a morire nel “Jugendlager”. L'autore riporta in questo capitolo la vicenda di Vera Salvequart, infermiera che accettò di eliminare le bocche inutili dall'infermeria avvelenando numerose pazienti. La donna fu condannata a morte dopo la liberazione. |
| 15       | La “miracolata” di Zwodau                       | Questo capitolo contiene la testimonianza di Brigitte Friang, una donna ferita da una pallottola al momento dell'arresto e poi deportata a Zwodau, un kommando di Ravensbrück, dove è costretta a lavorare nonostante le sue pessime condizioni, e sopravvive soltanto grazie alla protezione del medico SS e di una dottoressa prigioniera polacco-tedesca. Riesce ad ottenere la libertà quando il suo numero compare nell'elenco di donne destinate alla camera a gas di Dachau, e fugge durante il tragitto. |
| 16       | I figli di Ravensbrück                          | A Ravensbrück videro la luce centinaia di bambini. Inizialmente vengono strappati dalle madri per finire in orfanotrofio; in un secondo momento le donne sono costrette ad abortire, anche all'ottavo mese. Quando si decide di interrompere gli aborti i bambini vengono uccisi davanti agli occhi delle madri. Infine si sceglie di lasciarli vivere, ma le pessime condizioni permettono solo a tre neonati di sopravvivere, in gran parte per merito del lavoro svolto dalle infermiere prigioniere. |
| 17       | La "mammina" dei bambini di Salaspils           | Nel 1943 nel campo Lettone di Salaspils viene organizzato un laboratorio per il prelievo di sangue dai bambini, destinato agli ospedali militari dei tedeschi. Una detenuta impiegata come infermiera, detta "Mammina" riesce a salvarne una ventina. Settemila bambini morirono in quella "fabbrica di sangue". |
| 18       | Neuengamme                                      | A Neuengamme, campo situato vicino ad Amburgo, emerge per la sua bravura il medico Pierre Veyssière, nonostante dovesse collaborare con Mathis, un autista di tassì che fece pratica come chirurgo su circa un migliaio di russi. In questo campo esercitano anche il dottor Quenouille e Henri Joannon. |
| 19       | I kommando                                      | Il campo madre di Neuengamme aveva 103 kommando, la cui storia medica è difficile da ricostruire. Nonostante ciò l'autore riporta alcuni episodi avvenuti in questi campi che vedono come protagonisti i medici francesi Clément Marot, Georges Salan e Paul Lohèac. |
| 20       | Protezione "speciale"                           | Questo capitolo parla di Jacques Sourdille, arrestato perché appartenente alla Resistenza, il quale pur avendo la possibilità di essere liberato, grazie alle conoscenza tra suo padre e Von Eiken, medico di Hitler, sceglie di rimanere nel kommando di Amburgo, chiedendo di poter lavorare nel Revier. |
| 21       | Mutilazione volontaria                          | Il 14 gennaio 1945 le officine Hermann Goering di Wattenstedt vengono rase al suolo dall'aviazione britannica. I deportati vengono messi al lavoro per ricostruire la fabbrica. In molti ricorrono a mutilazioni volontarie per sfuggire all'estenuante lavoro, andando ad affollare il Revier, già invaso da un enorme numero di diarroici. |
| 22       | Sand-Bostel                                     | Himmler, dopo aver visitato i cantieri dei kommando di Neuengamme, decide di evacuare gruppi di malati, per liberare posti nei Revier. Un gruppo di quattromila malati, dopo giorni di viaggio e di morte, arriva nel campo per prigionieri di guerra di Sand-Bostel. Qui medici come Henri Joannon, Clemént Marot, Cornu, Prenant e Lohéac si occupano di assistere i malati, molti dei quali nemmeno in grado di camminare. |
| 23       | La parentesi di Wittlich                        | La prigione di Wittlich accoglieva i detenuti provenienti da altri penitenziari o campi di concentramento, in attesa di essere processati o giustiziati. Col passare del tempo i fascicoli dei detenuti andavano accumulandosi, e le attese diventavano anche di alcuni anni. Qui esercitarono anche alcuni medici: Jaques Normand e André Chauvenet. |
| 24       | Un piccolo campo sconosciuto: Radeberg          | A Radeberg, un minuscolo campo che accolse all'incirca mille uomini, a fronte dei settanta che avrebbe potuto ospitare, il primario del Revier è inizialmente Raidmann, in seguito sostituito da André Chauvenet, costretto a lavorare in totale assenza di strumenti o medicinali. |
| 25       | Buchenwald                                      | Nel capitolo dedicato al campo di concentramento di Buchenwald emerge la figura di Kurt Leeser, detenuto tedesco che riesce, grazie all'aiuto di amici politici, a rifornire l'infermeria di pacchi di medicinali. Tra i medici francesi che esercitano in questo campo vi sono Jean Rousset, Henri Lignerat, Charles Richet, Daniel Bouchet. |
| 26       | Errore di diagnosi                              | In questo capitolo l'autore riporta parte della testimonianza del medico francese Georges Schoengrun, arrestato perché membro della Resistenza ed assegnato al Revier del kommando Berta, a Grafenberg, nei sobborghi di Düsseldorf. |
| 27       | Mühlhausen, il campo senza morti                | Nel campo della fabbrica Martha, vicino a Mühlhausen, l'amicizia tra Erling Hansen, medico di Saint-Brieuc, e l'infermiere tedesco Friedrich Artz, richiesto dal comandante del campo per controllare il medico, accusato di privilegiare i malati francesi, permette a un gran numero di deportati di sopravvivere. |
| 28       | Dora                                            | Un gruppo di deportati lascia Buchenwald nel 1943 per recarsi tra le colline dell'Harz per la costruzione della fabbrica Dora. Tra questi il medico Groeneveld, primo infermiere del campo, in seguito nominato primario. Nel Revier viene organizzata la Resistenza interna, e il dottor Juan Cespiva è incaricato di dirigere le operazioni di sabotaggio. |
| 29       | I tre buoni ladroni d'Hinzert                   | André Chauvenet, Georges Jagello e Augustin Chabaud, i tre medici del campo di Hinzert, che collaborano per aiutare il maggior numero di persone possibile, allontanando dalle sale di medicazione l'ex scalpellino Josef Brendel, capo del Revier, e rubandogli medicinali e strumenti riservati alle SS. |
| 30       | Il paradiso belga di Esterwegen                 | Il campo di Esterweger, a 30 chilometri da Papenburg, offre condizioni decisamente migliori ai suoi detenuti, rispetto a quelle degli altri campi di concentramento, fatta eccezione per il Revier, gestito da un ex minatore battezzato "il Pazzo". Il dottore Castellin, detenuto di Nivelles, si batte con forza contro le sue follie. |
| 31       | Un bracconiere nella riserva di Gross-Rosen     | A Gross-Rosen, un feudo polacco dove questi ultimi sono decisamente privilegiati, i medici del posto tengono alla larga quelli di altre nazionalità. Un medico francese, chiamato dell'autore solo "papà Fontaine", riesce a rimanere a lungo in questo campo, salvando la vita a numerose persone, tra le quali il dottore L. Nivolle. |
| 32       | Le autorimesse di Nordhausen                    | Nordhausen era un campo costituito da due autorimesse situate in mezzo agli edifici della Boelcke Kaserne. Qui giungono gli evacuati di Gross-Rosen, tra i quali il dottore Jacques Normand, capitano medico e membro della Resistenza, il quale rimane ad aiutare i malati dopo che il campo viene distrutto dai bombardieri americani. |
| 33       | Auschwitz, faro della soluzione finale          | In questo capitolo l'autore sottolinea l'importanza del lavoro svolto da numerosi medici nel terribile campo di sterminio di Auschwitz. Tra questi spiccano i nomi di Alfred Sedel, Danielle Casanova, Manca Svalbova, Maïe Politzer, André Lettich, Robert Waitz e il noto psichiatra Viktor Frankl. |
| 34       | Tra le rovine del ghetto di Varsavia            | Nel 1943 duemila detenuti di Auschwitz vengono scelti per recarsi a Varsavia tra le rovine del ghetto ebraico per recuperare ogni cosa utile per la grandezza del Reich. Qui allestiscono un'infermeria, gestita dal medico Rubin Kamioner. |
| 35       | La fogna di Bergen-Belsen                       | Nel campo di Bergen-Belsen i detenuti fungono da riserva in caso di bisogno e sono lasciati a loro stessi. Solo negli ultimi sei mesi i morti furono cinquantamila. Nel "piccolo campo", l'immenso Revier di Bergen-Belsen, cinque medici deportati si occupano dei malati, lottando contro il tifo in pessime condizioni. Tra questi Zdenek Wiesner e il dottor Fréjafon. |

## Edizioni
- Christian Bernadac, Les Médecins de l'impossible, Edizioni France-Empire, Ginevra, 1968
- Christian Bernadac, I medici dell'impossibile, traduzione di Tina Simonetti, Edizioni Ferni, Ginevra, 1977, pp. 387, cap. 35